# Yves Boissier
Pour les articles homonymes, voir Boissier.
Yves Boissier, né le 27 janvier 1944 à Montélimar, est un épéiste français.

## Carrière
Yves Boissier est sacré champion du monde par équipe aux Championnats du monde d'escrime 1965 à Paris et aux Championnats du monde d'escrime 1966 à Moscou. Il remporte également l'argent par équipe aux Championnats du monde d'escrime 1967 à Montréal. Il participe au tournoi d'épée par équipe des Jeux olympiques d'été de 1968 à Mexico, sans obtenir de médaille.